# Памятник Мирзе Фатали Ахундову (Баку)
Памятник Мирзе Фатали Ахундову (азерб. Mirzə Fətəli Axundovun heykəli) — памятник азербайджанскому писателю и просветителю Мирзе Фатали Ахундову, установленный в 1930 году в столице Азербайджана, городе Баку, в одноимённом сквере. Это первый бронзовый монумент в Азербайджане и первая крупная работа Пинхоса Сабсая, впоследствии народного художника Азербайджанской ССР и Советского Союза, лауреата Государственной премии СССР. Также этот памятник является первым воплощением образа Ахундова в изобразительном искусстве.

## История памятника
14 мая 1928 года коллегия Народного комиссариата просвещения в связи с 50-летием со дня смерти Мирзы Фатали Ахундова обратилась с ходатайством в Бакинский совет и правительство республики о присвоении его имени новому скверу у здания Наркомзема и об установлении в этом же сквере его монументальной скульптуры. Ходатайство было удовлетворено. Для сооружения же памятника было выделено 13 тысяч рублей. Работа по созданию памятника была поручена скульптору Пинхосу Владимировичу Сабсаю. Работая над памятником Ахундову, Сабсай внимательно изучил его произведения, творческое наследие и жизненный путь.
Ахундов был изображён сидящим в кресле, в задумчивой позе. На его коленях лежит развернутая книга, которую он придерживает руками. Работа по сооружению монумента была завершена к десятилетию установления Советской власти в Азербайджане. Наконец, 2 мая 1930 года состоялось торжественное открытие памятника в треугольном сквере недалеко от здания Бакинского совета» (ныне — Бакинская мэрия).
Бронзовая фигура Ахундова была установлена на широком ступенчатом пьедестале высотой три метра и весом 16 тонн. На нём была начертана залитая золотой краской надпись «Мирза Фатали Ахундов». Пьедестал выполнен из серого гранита, доставленного из Кутаиси (в связи с тем, что Ахундов значительную часть своей жизни прожил в Грузии). Бронзовая фигура Ахундова высотой 2,5 метра была отлита в Ленинграде.
В 2008 году в соответствии с распоряжением   Азербайджана Ильхама Алиева о капитальной реставрации парков Баку были осуществлены работы и по реконструкции сквера имени Ахундова. Внешний вид постамента и самого памятника обновился, скульптура была окрашена, а золотистая надпись «Mirzə Fətəli Axundov» была перемещена с правого профиля постамента на его фронтон.